# イチノイー
イチノイー（1-E）は、湘南、横浜を拠点に日本武道館を目指す3人組ロックバンド。
2002年結成。
数度のメンバーチェンジを繰り返しながら2007年1月31日にビクターエンタテインメントからメジャー・デビュー。当時プロデューサーは、椎名林檎なども手がける井上うにが担当していた。
2012年にはオートバイレーサーの加賀山就臣氏のテーマソングを手がけ鈴鹿サーキットでのライブも行った。
2015年9月16日、テイチクエンタテインメントのレヴェイユレーベルより3rdアルバム「Re-Birth」を発売した。2020年バンド表記を1-Eからカタカナ表記イチノイーに変更。2023年12月27日ボーカル石渡が50歳までに日本武道館を目指すと宣言。現在精力的に活動中。

## メンバー
石渡省吾（いしわた しょうご）
12月27日神奈川県逗子市生まれ。逗子市育ち。ヴォーカル＆ギター。
伊藤寿（いとう ひさし）
1月3日神奈川県鎌倉市生まれ。鎌倉市育ち。ベース＆コーラス。
齋藤奈津子（さいとう なつこ）
7月29日東京都大田区生まれ。千葉県白井市育ち。キーボード。

## ディスコグラフィー

### 自主制作（2002年～）
1. いつか見た僕の夢
2. (e)
3. Answer - みんなが出るテレビ エンディングテーマ （2006年4月 - 6月）

### ビクターエンタテインメント（2007年～）
1. アンサー - weather info. 2007年2月のBGM
2. 道
3. 卒業
4. いつか見た僕の夢
5. 銀の月
6. 雪の華
7. サマー
8. ムーンライト
9. Days - 映画『窓辺のほんきーとんく』挿入歌

### 自主制作（2009年～）
1. 1
2. in future
3. あたらしい日々

### テイチクエンタテインメント（2015年～）
1. ZERO - 2015/7/22配信開始
2. Re-Birth - 2015/9/16発売

### 自主制作（2017年～）
1. ブランニューワールド - 2017/5/3発売
2. prologue - 2022/6/30配信開始
3. さくら(Acoustic ver.) - 2022/7/31配信開始
4. 路傍の花 - 2022/8/31配信開始
5. 君と僕と音楽と - 2022/9/30配信開始
6. Dreamer - 2022/10/31配信開始
7. And always will be - 2023/4/1配信開始
8. サンライズ - 2024/1/1配信開始
9. ハロー - 2024/1/29配信開始
10. さくら - 2024/3/30配信開始